# بحيرة كاناووك
بحيرة كاناووك، هي في الأساس بحيرة صناعية تقع في منتزه هاريمان الحكومي. الاسم الأصلي هو اونونداجا، ويعني «مكان الماء الكثير». هناك ثلاثة أجزاء للبحيرة: سفلي، وسط، وعلوي؛ المساحة الإجمالية 186 أكر (0.75 كـم2). تقع في بلدة توكسيدو في مقاطعة أورانج وبلدة هافرسترو في مقاطعة روكلاند، وكلاهما يقعان داخل ولاية نيويورك.

## تاريخ
تم إقامة البحيرات من قبل لجنة منتزهات الفواصل بين الولايات الحكومية تحت قيادة ويليامز إيه. ولتش .
تم بناء كاناووك السفلى في عام 1915 عن طريق بناء سد ستوني بروك، والذي تم استخدامه من قبل الكشافة للتخييم ؛ بحلول عام 1930 كان هناك أربعة عشر معسكرًا على البحيرة.
تم إقامة كاناووك الوسطى في عام 1916 عن طريق بناء سد ستيلووتر كريك. والذي تم استخدامه من قبل فريق كشافة بروكلين، الفريق الذي أقام ستة معسكرات وبنى طريق وايت بار للسكك الحديدية البالغ 35 ميل (56 كـم) و المتمركز على البحيرة.
تعتبر كاناووك العليا البحيرة الطبيعية الوحيدة بين الثلاث بحيرات. في منتصف القرن التاسع عشر كانت هناك مستوطنة صغيرة على شاطئ البحيرة، حيث تم بناء معسكرات الكشافة السبعة حول البحيرة بدءًا من عام 1917 ، وأصبح أحدها معسكر فتيات الكشافة ، معسكر كويد نونك (والتي تعني باللاتينية «ماذا الآن»).